# Gmina Lubycza Królewska
Die Gmina Lubycza Królewska ist eine Stadt-und-Land-Gemeinde im Powiat Tomaszowski der Woiwodschaft Lublin in Polen. Ihr Sitz befindet sich in der gleichnamigen Stadt mit 2468 Einwohnern.

## Geschichte
Seit dem 1. Januar 2016 hat Lubycza Królewska wieder Stadtrechte.

## Gliederung
Zur Stadt-und-Land-Gemeinde Lubycza Królewska gehören folgende Ortschaften mit einem Schulzenamt:
Dęby
Dyniska Nowe
Hrebenne
Huta Lubycka
Kniazie
Kornie
Lubycza Królewska
Machnów Nowy
Machnów Stary
Mosty Małe
Myślatyn
Nowosiółki Kardynalskie
Potoki
Ruda Żurawiecka
Siedliska
Szalenik
Teniatyska
Wierzbica
Zatyle-Osada
Zatyle
Żurawce-Osada
Żurawce
Weitere Orte der Gemeinde sind:
Bukowinka
Gruszka
Hrebenne-Osada
Jelinka
Łazowa
Mrzygłody Lubyckie
Nowosiółki Przednie
Pawliszcze
Ruda Lubycka
Ruda Żurawiecka-Osada
Rudki
Wólka Wierzbicka